# Minervarya charlesdarwini
Minervarya charlesdarwini — вид жаб родини Dicroglossidae.

## Етимологія
Вид названий на честь англійського натураліста Чарльза Дарвіна (1809-1882).

## Поширення
Ендемік Андаманських островів (Індія). Поширений на островах Південний Андаман, Лонг-Айленд та Північний Андаман. Мешкає в первинних вічнозелених і вторинних лісах на висоті нижче 500 м.

## Спосіб життя
Ікру відкладає у заповнені водою дупла дерев.